# Her Husband's Honor
Her Husband's Honor er en amerikansk stumfilm fra 1918 af Burton L. King.

## Medvirkende
- Edna Goodrich som Nancy Page
- David Powell som Richard Page
- T. Tamamoto som Tato Usaki
- Barbara Allen som Lila Davenport
- Clarence Heritage som David Davenport